# Kasteel Verloren Bos
Het Kasteel Verloren Bos is een kasteelachtig landhuis in de Oost-Vlaamse stad Lokeren, gelegen aan Nijverheidsstraat 17.

## Geschiedenis
Einde 19e eeuw ontwikkelde de Stationswijk zich en ook werden door de industriëlen riante buitenverblijven gebouwd, omringd door parken in landschapsstijl.
Het kasteel verloren Bos werd in 1899-1900 gebouwd in opdracht van Gonzales Gabriel Marie Cock. Dit was een Lokerse textielfabrikant die een vlasverwerkende fabriek beheerde, met spinnerij, weverij en dergelijke.
Tijdens de Tweede Wereldoorlog was het kasteel door de bezetter gevorderd. In 1961 kwam het huis in eigendom van de vennootschap Usines Gonzales Cock en in 1978 werd het huis aangekocht door de gemeente teneinde er een jeugdvakantieoord van te maken. Het eveneens aangekochte kasteelpark, Verloren Bos, werd tot stadspark omgevormd.

## Gebouw
Het betreft een landhuis in eclectische stijl met invloeden van cottagestijl en art nouveau. De indeling is symmetrisch met centraal een trappenhuis. Er is ook een koetshuis, een ijskelder en een vervallen folly.